# Brunfelsia nitida
Brunfelsia nitida är en potatisväxtart som beskrevs av George Bentham. Brunfelsia nitida ingår i släktet Brunfelsia och familjen potatisväxter. Inga underarter finns listade i Catalogue of Life.

## Bildgalleri

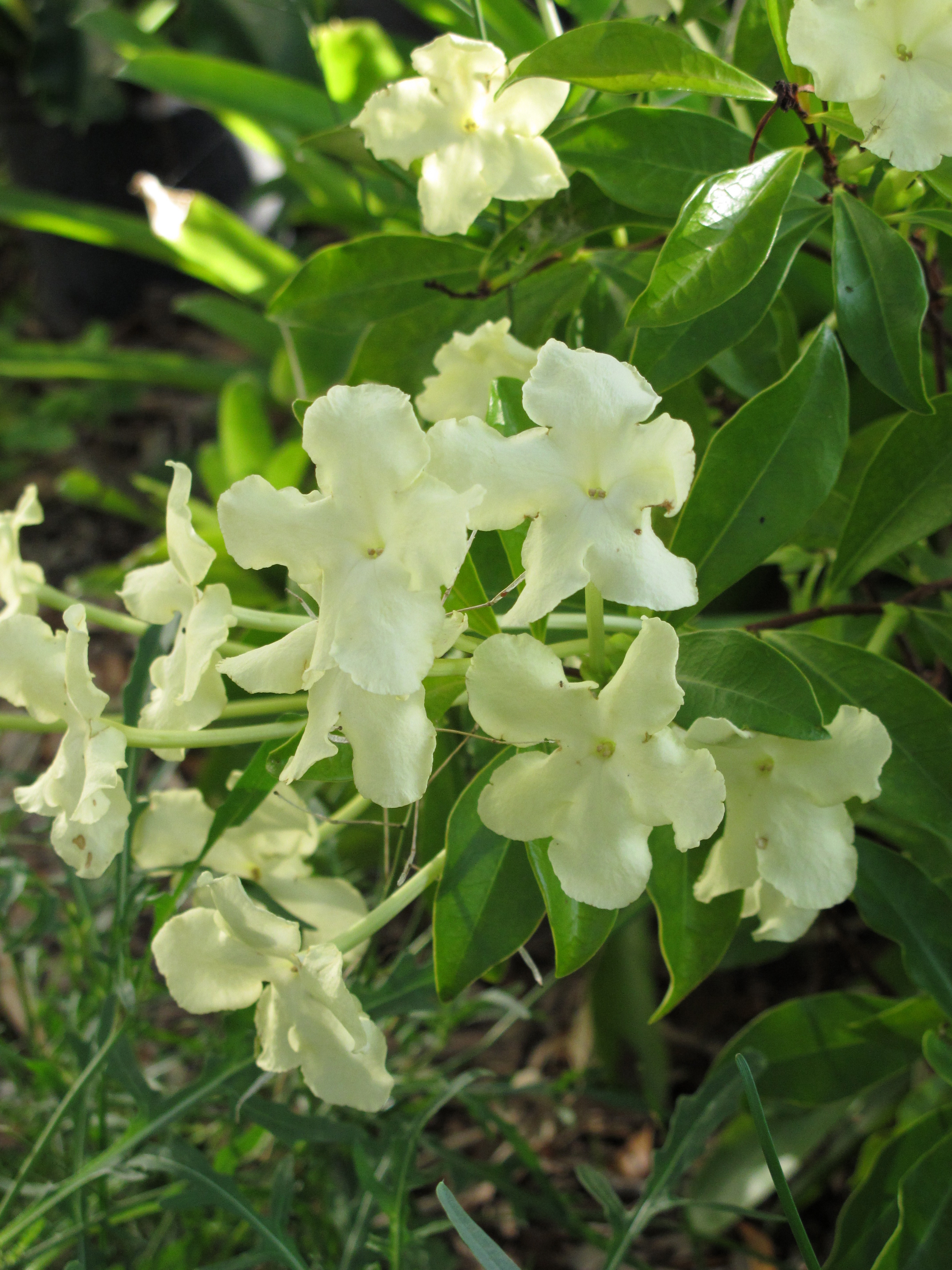
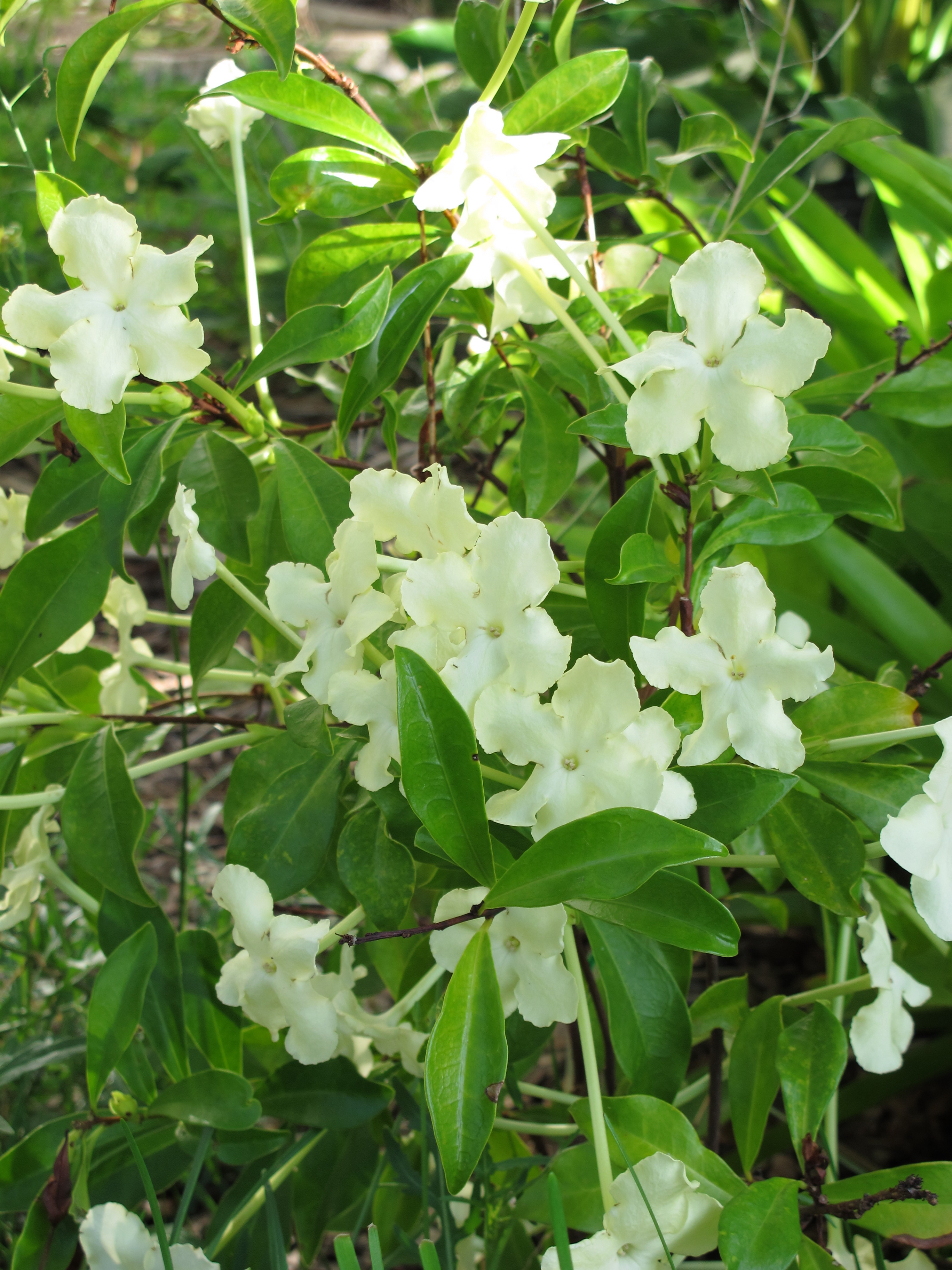
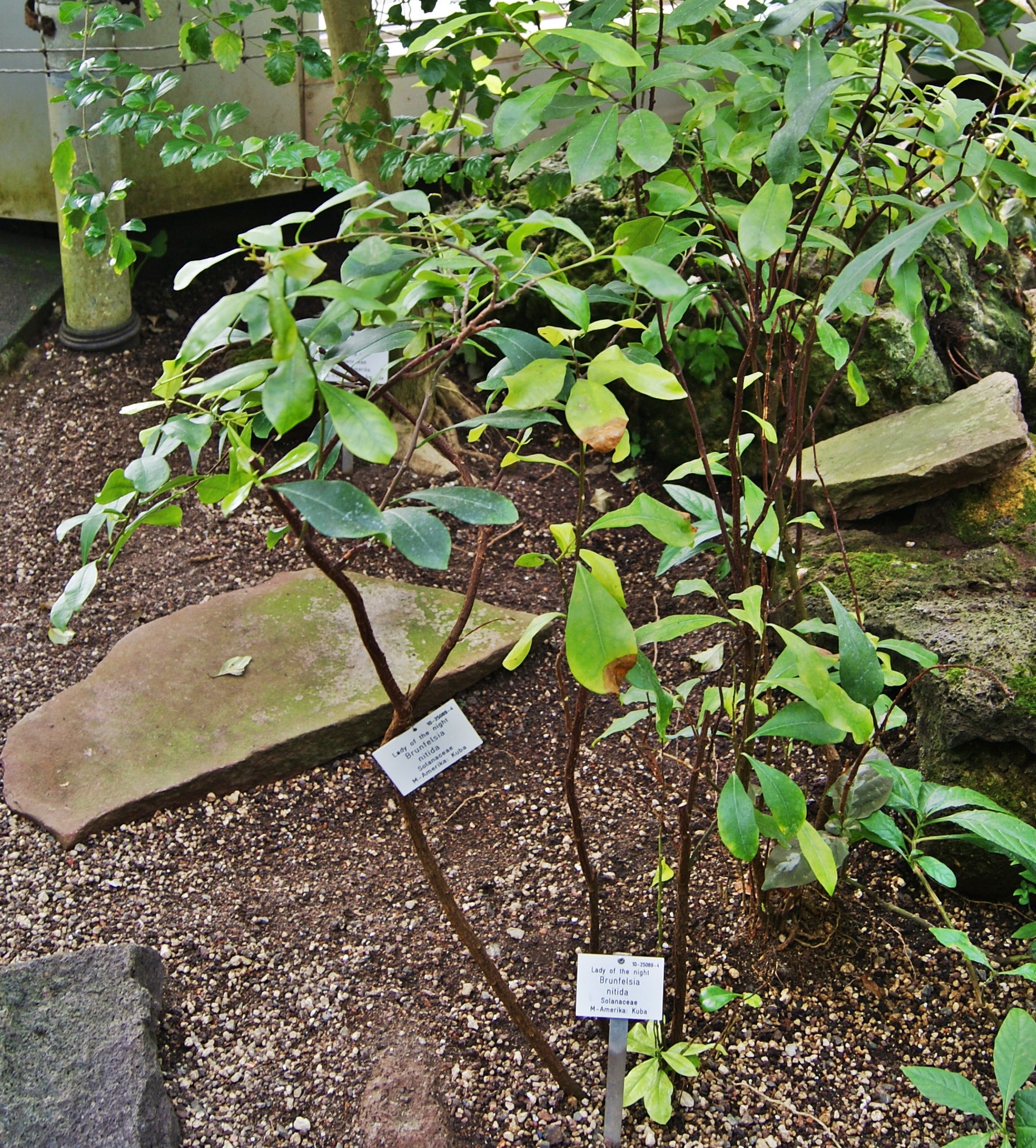
habitus